# Hibakusha

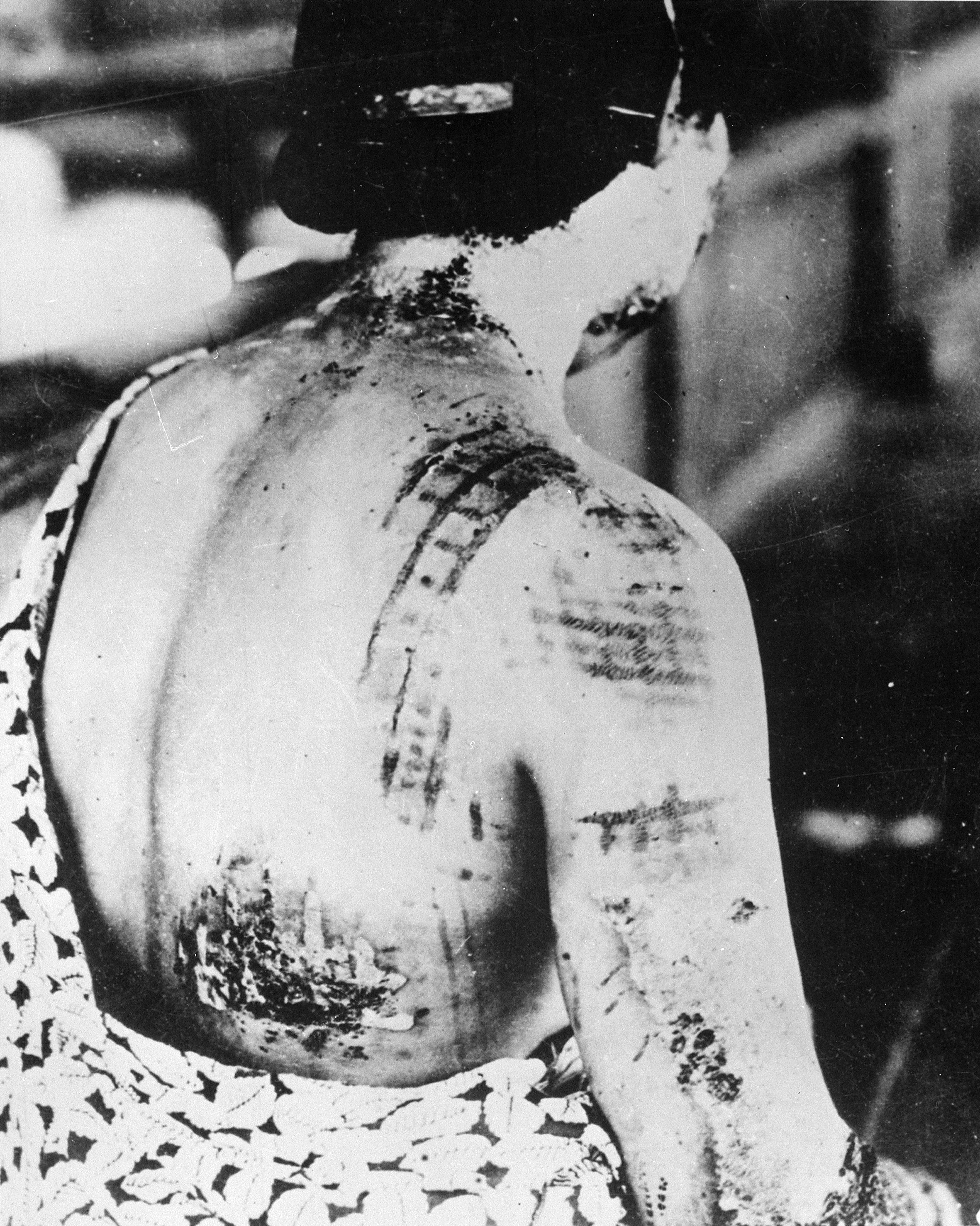
Una víctima del bombardeig de Hiroshima.

Hibakusha (en japonès 被爆者, també escrit 被曝者; literalment "persona afectada per una bomba" o "persona afectada per exposició [a la radioactivitat]") és un terme amb el qual es designa genèricament els supervivents dels bombardejos nuclears civils a les ciutats d'Hiroshima i Nagasaki l'agost del 1945 per part de la força aèria dels Estats Units després de l'aprovació del president Harry S. Truman.
Oficialment hi ha més de 360.000 hibakusha, la majoria dels quals, abans o després, han tingut desfiguracions físiques i altres malalties provocades per la radiació, com ara càncer i deteriorament genètic que afecta generacions posteriors.
També és característic dels hibakusha un continu temor davant la incertesa de la seva mort. Al dolor físic i psicològic cal afegir-hi també el factor de rebuig social, ja que amb freqüència són discriminats pels seus conciutadans.
Nihon Hidankyo és un grup format per hibakusha el 1956 amb l'objectiu de pressionar el govern japonès per millorar el suport a les víctimes i formar un lobby governamental per abolir les armes nuclears.
Un important estudi a càrrec de Robert Jay Lifton sobre els hibakusha va encunyar el concepte d'anestèsia psíquica (Psychic numbing) com a defensa psicològica dels hibakusha.
L’artista Yukiyo Kawano, ella mateixa tercera generació de hibakusha de Hiroshima, ha treballat sobre les diferents dimensions d’aquesta problemàtica, sovint de forma que l’ha fet evident com qüestió encara irresolta. A l’agost del 2021, per exemple, se li va negar el permís per instal·lar la seva evocació escultòrica del bombardeig de Nagasaki, prevista per la primera commemoració dels atacs atòmics. Els responsables del lloc, el Manhattan Project National Historical Park a Hanford, Washington, on es va produir el plutoni i la bomba “Fat Man” llençada sobre Nagasaki, no van acceptar aquesta mena de commemoració.